# Leo Sexton
Leo Joseph Sexton (Danvers, 27 de agosto de 1909 – Perry, 6 de setembro de 1968) foi um atleta e campeão olímpico norte-americano.
Estudante da Universidade de Georgetown, foi campeão olímpico do arremesso de peso em Los Angeles 1932, com a marca de 16,00 m, recorde olímpico. Semanas depois ele quebrou o recorde mundial da modalidade com 16,16 m, mas seu recorde durou menos de um mês; o tcheco František Douda, medalha de bronze em Los Angeles, suplantou a marca com 16,20 m, em setembro do mesmo ano, em Praga.